# Yacapa
Yacapa est une émission de divertissement humoristique française, créée par Guy Lux pour succéder à Histoire parallèle dans le cadre de La Sept sur la 3. Elle est présentée par Lagaf', puis Pascal Brunner et diffusée chaque week-end à 20 h du 2 mai 1992 sur FR3 au 12 juin 1994 sur France 3.

## Histoire
Engagé par Sabine Mignot, la responsable de l'unité divertissement de FR3, Lagaf' présente sur cette chaîne, du 2 mai 1992 au 23 mai 1992, l'émission d'humour Yacapa produite par Guy Lux et diffusée les samedi à 20 h 10. Après 4 numéros, il cède sa place à Pascal Brunner: la formule du divertissement est remaniée (jeux, imitations, chroniques, etc), et la programmation est étendue au dimanche.
Remplaçant Lagaf', Pascal Brunner anime du 30 mai 1992 sur FR3 au 12 juin 1994 sur France 3. De nombreuses personnalités sont invitées, des comiques y font des sketches et des jeux musicaux, et des chroniqueurs font diverses rubriques (animées notamment par Sabrina Belleval). Pascal Brunner y fait également de nombreuses imitations. Après la spéciale "Yacafaire la fête" diffusée à 20h55 le 31 décembre 1993, l'émission se termine par la spéciale "Yacafaire la fête : spécial vacances" diffusée à 20h55 le 12 juin 1994.